# Kołtubanowskij
Kołtubanowskij (ros. Колтубановский) – osiedle w Rosji, w obwodzie orenburskim, w rejonie buzułukskim. W 2010 liczyło 3450 mieszkańców.

## Urodzeni
- Jurij Romanienko